# Antonio Chichi

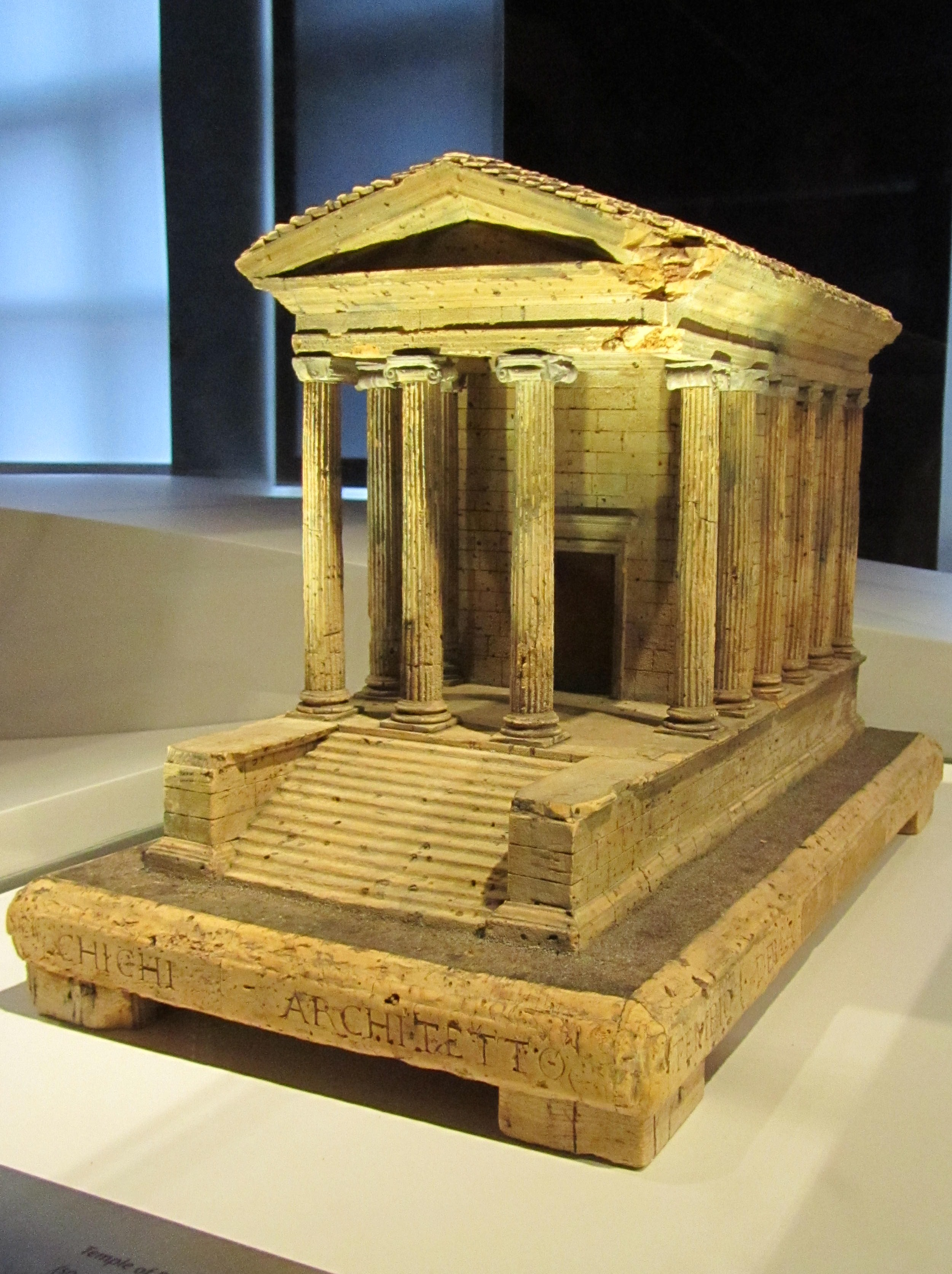
Tempel des Portunus, Korkmodell von Antonio Chichi, ausgestellt im Herzoglichen Museum Gotha

Antonio Chichi (* 7. Januar 1743 in Rom; † 30. September 1816 in Rom) war ein römischer Architekt, der sich als Phelloplastiker (Korkbildner) auf die Herstellung von Korkmodellen antiker Gebäude spezialisiert hatte.

## Leben
Antonio Chichi war der Sohn des Carlo Chichi und seiner Frau Barbara Cassani und wurde am 12. Januar 1743 in der Kirche San Lorenzo in Lucina getauft. Er lebte sein ganzes Leben in einem Haus am Vicolo della Lupa. Sein Beruf wird als Architekt angegeben, jedoch ist kein Bauwerk von ihm bekannt. Die Genauigkeit der maßstabsgetreuen Modelle, die Chichi wohl auf der Basis von eigenen Vermessungen und Studien vor Ort produzierte maßstabsgetreu wiedergab, sprechen für eine Ausbildung als Architekt.
1769 sandte Graf Iwan Iwanowitsch Schuwalow sechs Modelle von Chichi nach St. Petersburg. 1772 wird Chichi zum ersten Mal als Korkbildner erwähnt. In den 1770er Jahren stellte er eine Serie von 36 Modellen antiker Bauten zusammen. 1777 bis 1782 fertigte er einen Satz für den Landgrafen Friedrich II. von Hessen-Kassel, 1778 erwarb Zarin Katharina II. einen Satz von 36 Modellen, für sie fertigte Chichi auch ein Korkmodell der vatikanischen Loggien, 1790/91 wurde ein Satz von Modellen für den Landgrafen Ludwig X. von Hessen-Darmstadt erworben. Als Vermittler trat jeweils der in Rom ansässige deutsche Kunstagent Johann Friedrich Reiffenstein (1719–1793) auf. In Deutschland wurden die Modelle auch durch den Kunsthändler Carl Christian Heinrich Rost (1742–1798) in Leipzig angeboten. Sein Prospekt von 1786 nennt 36 verschiedene Modelle mit Preisen zwischen 15 und 168 Dukaten.
Spätestens nach der Rückkehr des Giovanni Altieri nach Neapel 1783 und dem Tod von Augusto Rosa 1784 war Chichi der einzige Künstler, der Korknachbildungen antiker Ruinen in Rom produzierte.

## Die Modelle

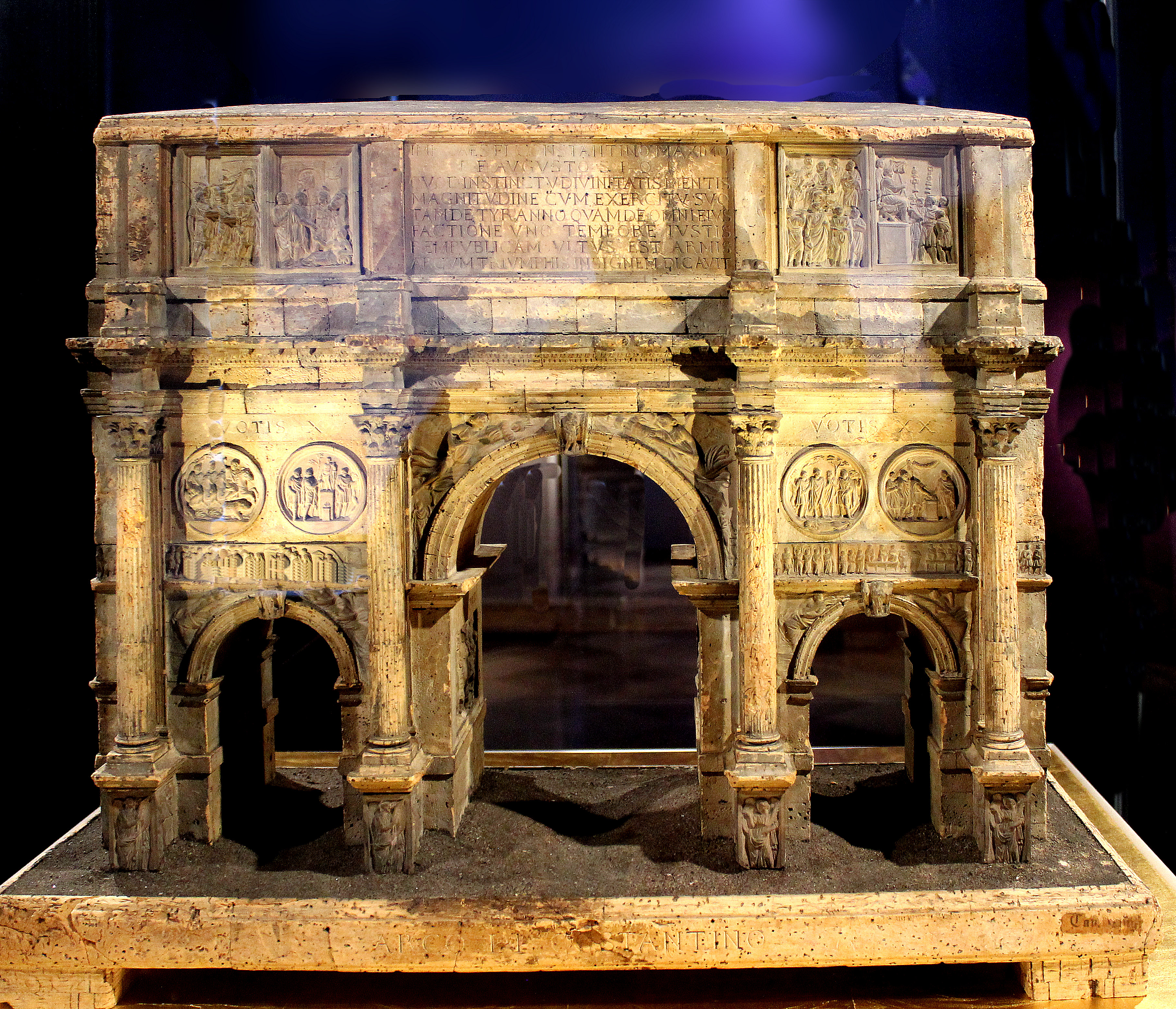
Korkmodell des Konstantinsbogens

Die Modelle sind mit archäologischer Genauigkeit gearbeitet. Häufig werden seinerzeit noch vorhandene nachantike Anbauten weggelassen und in einigen Fällen sogar Teilrekonstruktionen des ursprünglichen Zustandes versucht. Einige Modelle stellen Bauten dar, die inzwischen stark verändert oder verloren sind.
Die Gebäude sind auf einer hölzernen Trägerplatte montiert und bestehen aus hölzernen Kernen, auf die Korkstücke zur Darstellung der Maueroberflächen aufgeklebt wurden. Häufig wurden auch Mauern aus quaderartigen Korkstücken zusammengesetzt. Reliefs und Kapitelle wurden aus Terrakotta gefertigt, wobei sie häufig typisiert wurden. Gips, Zweige und Moos wurden für die Darstellung von Erdreich und Pflanzen verwendet.
Die Maßstäbe liegen bei 1:100 für die größeren Modelle und steigen auf bis zu 1:25 für kleinere Bauten. Alle Modelle sind mit einem Maßstab in römischen Palmi versehen. Ihre Abmessungen betragen bis zu 1,70 × 1,40 m.

## Sammlungen
Bedeutende Sammlungen der Modelle Chichis befinden sich heute in der Kunstakademie in St. Petersburg (34 erhaltene Exemplare, angefertigt um 1774), im Schloss Wilhelmshöhe in Kassel (33 Modelle erhalten, gefertigt 1777–1782), dem Hessischen Landesmuseum Darmstadt (26 Modelle erhalten, 1790/91 erworben) und dem Herzoglichen Museum Gotha (12 Modelle, nach 1777/78 erworben). Einzelne Modelle werden im Rijksmuseum van Oudheden in Leiden (drei 1786 gefertigte Modelle), im Allard Pierson Museum in Amsterdam (ein Modell), im Schloss Arolsen (Modell des Titusbogens, vor 1782), in der Akademie der Künste Berlin (eines von sieben Modellen erhalten, 1798 erstmals ausgestellt), der Archäologischen Sammlung der Universität Gent und in Schloss Rájec nad Svitavou (zwei Modelle erhalten, 1790–1800) aufbewahrt.
In Carl May fand Chichi einen bedeutenden deutschen Nachahmer, dessen begehrte Modelle ebenfalls in Museen und Sammlungen gelangten.